# اولیویه دو لا مارش
اولیویه دو لا مارش (به فرانسوی: Olivier de la Marche) نویسنده و شاعر قرن پانزدهم میلادی اهل فرانسه است.